# Deux études mélodiques pour piano
Deux études mélodiques pour piano is een compositie van Eyvind Alnæs. Het is een werkje uit de serie uitgaven die voor de componist in eerste instantie nodig waren om brood op de plank te krijgen. Dit werkje uit het latere leven is waarschijnlijk alleen voor het plezier uitgegeven. Alnæs had toen een loopbaan als bestuurder binnen de Noorse muziekwereld. Edition Wilhelm Hansen bracht het werkje uit in 1926. De exacte datering van componeren is onbekend. Zijn vorige werk, de Tweede symfonie dateert uit 1923, zijn volgend werk uit 1934 (postuum gepubliceerd).   
Onder opusnummer 44 wordt ook wel vermeld zijn werk voor bewerkingen/modernisering van het Norske Koralbok uit 1926.